# روبن واين بيلي
روبن واين بيلي (بالإنجليزية: Robin Wayne Bailey)‏ (8 فبراير 1952، كانساس سيتي في الولايات المتحدة)؛ روائي أمريكي.